# 钟虹光
钟虹光（1958年—），江西南昌人，汉族，中华人民共和国政治人物、第十一届全国人民代表大会江西地区代表。
毕业于江西师大与美国俄克拉何马城大学合办高教管理专业，是中共党员。担任江中集团党委书记。2008年起担任全国人大代表。